# Lanz (Familienname)
Lanz ist ein deutscher Familienname.

## Namensträger
- Andrea Zeeb-Lanz (* 1960), deutsche Archäologin
- Andreas Lanz (1740–1803), Schweizer Ingenieur, Geometer und Offizier
- Anni Lanz (* 1945), Schweizer Menschenrechtsaktivistin
- Barbara Lanz (* 1983), österreichische Schauspielerin
- Christoph Lanz (* 1959), deutscher Journalist
- Cornelia Lanz (* 1981), deutsche Mezzosopranistin
- David Lanz (* 1950), US-amerikanischer Pianist
- Eduard Lanz (1886–1972), Schweizer Architekt
- Elisabeth Lanz (* 1971), österreichische Schauspielerin
- Emil Lanz-Blösch (1851–1926), Schweizer Arzt und Museumskonservator
- Engelbert Lanz (1820–1904), österreichischer Komponist und Musikpädagoge
- Eric Lanz (* 1962), Schweizer Künstler und Hochschullehrer
- Ernst Lanz (1923–2000), Schweizer Architekt
- Fritz Lanz (1922–2009), Schweizer Politiker (SP)
- Gert Lanz (* 1971), italienischer Unternehmer und Politiker (Südtirol)
- Gottfried Lanz (1859–1950), Schweizer Unternehmer und Politiker (BGB)
- Hans Lanz (1867–1941), Schweizer Politiker (BGB)
- Heinrich Lanz (1838–1905), deutscher Unternehmer und Landmaschinenfabrikant in Mannheim
- Hermann Lanz (1910–1998), österreichischer Numismatiker
- Hermann Lanz (Fabrikant) (1890–1972), deutscher Landmaschinenfabrikant
- Hubert Lanz (1896–1982), General der Gebirgstruppe in der Wehrmacht und verurteilter Kriegsverbrecher
- Ignaz Lanz (1714–1764), 76. Abt von Niederaltaich
- Johann Wilhelm Lanz (1725–nach 1760), deutscher Porzellanbildner
- Joke Lanz (* 1965), Schweizer Musiker und Künstler
- Jörg Lanz von Liebenfels (1874–1954), österreichischer Geistlicher, Okkultist und Rassentheoretiker
- Joseph Lanz (1797–1873), österreichischer Komponist und Musiktheoretiker
- Julia Lanz (1843–1926), Mäzenin, Funktionärin des Badischen Frauenvereins und Stifterin von Hilfseinrichtungen
- Julius Lanz (1829–1903), deutscher Schriftsteller und Philosoph, siehe Julius Duboc
- Karin Lanz (* 1977), Schweizer Schauspielerin und Moderatorin
- Karl Lanz (1873–1921), deutscher Fabrikant, Sohn von Heinrich Lanz
- Karl Alfred Lanz (1847–1907), Schweizer Maler und Bildhauer
- Katharina Lanz (1771–1854), tirolerische Freiheitskämpferin
- Laureano Vallenilla Lanz (Soziologe) (1870–1936), venezolanischer Soziologe
- Laureano Vallenilla Lanz (Politiker) (1912–1973), venezolanischer Politiker
- Madeleine Lanz (1936–2014), Schweizer Künstlerin
- Markus Lanz (* 1969), italienisch-deutscher Fernsehmoderator und Autor
- Monica Lanz (* 1991), niederländische Ruderin
- Otto Lanz (1865–1935), Schweizer Chirurg
- Otto Lanz (Förster) (1867–1929), deutscher Forstmann und Numismatiker
- Peter Lanz (* 1930), deutscher Architekt
- Peter Lanz (Schriftsteller) (1957–2019), Schweizer Autor
- Raphael Lanz (* 1968), Schweizer Politiker
- Rick Lanz (Richard Roman Lanz; * 1961), tschechisch-kanadischer Eishockeyspieler
- Samuel Lanz (* 1983), Schweizer Politiker (FDP)
- Titus von Lanz (1897–1967), deutscher Anatom
- Ulrich Lanz (* 1940), deutscher Chirurg und Verbandsfunktionär
- Walter Lanz (1895–1974), Schweizer Architekt
- Wilhelm Lanz (1829–1882), deutscher Politiker, Bürgermeister von Wiesbaden
- Wilhelm Lanz (Eishockeyspieler), österreichischer Eishockeyspieler
- Wolfgang Joseph Lanz (1797–1847), österreichischer Musiker und Komponist

## Pseudonym
- Lanz-Leo (Leonhard „Leo“ Speer; 1941–2016), deutscher Traktoren- und Landwirtschaftsmaschinensammler, Landmaschinentechniker und Museumsbetreiber